# Женидба
„Женидба” је југословенски ТВ филм из 1960. године. Режирао га је Божидар Виолић а сценарио је написан по делу Николаја Гогоља

## Улоге
| Глумац         | Улога |
| -------------- | ----- |
| Иво Фици       |       |
| Емил Глад      |       |
| Драго Крча     |       |
| Перо Квргић    |       |
| Нада Суботић   |       |
| Мирко Војковић |       |